# Nils Hanson
Nils Hanson, född 1952, är en svensk journalist.
Nils Hanson arbetade för Göteborgs-Tidningen 1975-1986 och gick därefter över till Göteborgs-Posten där han 1988 började med grävande journalistik. Han deltog även i grundandet av nöjesbilagan Aveny. 1992 fick han Guldspaden för en granskning av Göteborg hyresmarknad.
1998 blev han redaktionschef för TV4 Göteborg. Han innehade senare samma tjänst på TV4 Väst.
Från 2004 var han projektledare och ansvarig utgivare för SVT:s Uppdrag granskning. Hösten 2017 meddelade han att han skulle lämna chefspositionen så snart en efterträdare utsetts för att fortsätta med grävande journalistik på egen hand inom SVT fram till pensionen.
Hanson har skrivit handboken Grävande journalistik. Han var under läsåret 2011–2012 gästprofessor i praktisk journalistik vid Institutionen för journalistik, medier och kommunikation vid Göteborgs universitet.
Han har vunnit Guldspaden, Västra publicistklubbens stora pris, Den gyllene dynamon och Publicistklubbens stora pris.